# Буђановачко јеванђеље
Буђановачко јеванђеље је рукопис из 1548. године.

## Историјат
Буђановачко јеванђеље назив је рукописа који је преписао свештеник Вук у Срему, у селу Буђановци 1548. године oд 24. мaja дo 14. aвгустa 1548.
За прве информације о Буђановачком јеванђељу знамо захваљујући Ђорђу Сп. Радојичићу, који је овај рукопис видео у октобру 1937. године. До тада се налазило у власништву свeштeникa Лазара Станимировића из села Мирковци код Винкoвaцa који га је добио од сакупљача историјских старина протојереја Младена Ћирића из Допсина Рукопис је био понуђен Народној библиотеци на продају. Као управник Одељења старе штампане књиге, Радојичић је одмах схватио о каквом важном рукопису је реч. Није имао новца да га откупи за библиотеку, али је успео да из њега начини исписе. Власник рукописа намеравао је да га прода у иностранству, што је Радојичић успео да спријечи: "Ја сам, наравно, све чинио да му ту намеру осујетим. И срећом успео сам. Тај је важан рукопис остао у нашој земљи. Постао је својина патријарха Гаврила и ја сам га пре рата имао прилике да проучавам. Начинио сам и неке фотографске снимке."
Тома Максимовић, индустријалац и директор фабрике Бата у Борову, купио је овај рукопис и поклонио га српском патријарху Гаврилу Дожићу 1939. године. Примопредаја поклона обављена је током патријархове посете Вуковару и Борову, а о свом мотиву да га подари управо патријарху, Максимовић је на доњој маргини Буђановачког јеванђеља написао: "У оданој синовској љубави поклањам ово стародревно Јеванђеље патријарху српском госп. др Гаврилу као историски документ да су Срби живели у Срему под управом београдског архиепископа госп. Лонгина и пре сеобе Срба под Чарнојевићем, а под владом великог освајача цара Сулејмана. Тома С. Максимовић, Борово, уочи Аранђеловдана, 1939." Током Другог свјетског рата рукопис се налазио у Патријаршији. Након патријархове смрти 1950, Буђановачко јеванђеље, као и патријархова библиотека и остатак његове имовине, били су предмет судског спора између родбине, односно наследника покојног патријарха и Српске православне цркве. Спор је окончан 1962. и од тада се не зна где се налази Буђановачко јеванђеље.
Ово је веома важан рукопис, јер садржи запис да је преписано са Четворојеванђеља штампаног на Цетињу. Од овог Четворојеванђеља, као што је познато, није остао сачуван ниједан лист. Самим тим Буђановачко јеванђеље јесте главни, мада не и једини, доказ да је ово Четворојеванђеље било штампано. Због тога је постало дио научне расправе о броју инкунабула (четири или пет?) објављених у овој, најстаријој јужнословенској ћирилској штампарији. О значају Буђановачког јеванђеља, Ђорђе Сп. Радојичић каже: "Да није нађен тај препис са записом о ‘изводу од форми Црнојевића от сложенија Макаријева’, не би се знало да је у Штампарији Црнојевића штампано и Четворојеванђеље".

## Опис рукописа
Буђановачко јеванђеље је српскe рeцeнзиje, писaно нa хaртији и ћирилицoм. Рукопис је укоричен у кожи. Повез је из доба кад је Јеванђеље писано. Има 293 листа. Величина листова: 30,5 х 20–21 цм. Величина текста: 21,5 х 12,5 цм. На сваком листу има 21 ред. Осим најновијег записа Томе Максимовића о поклањању Јеванђеља патријарху Гаврилу, у рукопису постоје ови записи: Герасим Радович; Василије Себишанович, учитељ – 10 јунија 1822; архиепископу и митрополиту Павлу Ненадовићу писах Захарија Поповић.
Рукопис су највише проучавали професори новосадског Филозофског факултета, Ђорђе Сп. Радојичић и Боривоје Маринковић. Захваљујући њима, имамо главна сазнања о овом рукопису, његове фотографије, опис, као и литературу.